# Mike Bassett: England Manager
Mike Bassett: England Manager (prt: O Treinador de Futebol) é um filme britânico de 2001, do gênero comédia, dirigido por Steve Barron.